# Hato (Santander)
Pour les articles homonymes, voir Hato.
Hato est une municipalité colombienne située dans le département de Santander.